# Marveld

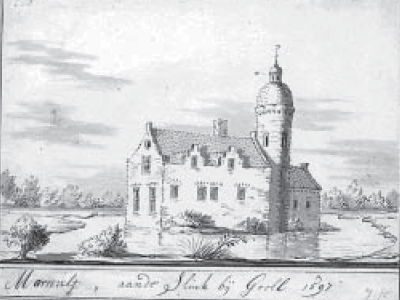
Marveld in de 17e eeuw volgens Stellingwerff

Marveld (ook wel: Mierevelt of Meervelde genoemd) is een voormalig slot en nooit als dusdanig erkende havezate in de gemeente Oost Gelre, oostelijk gelegen van de stad Groenlo, in de Nederlandse provincie Gelderland. 

## Geschiedenis
Een bekende bewoner was de Heer van Moersbergen, partijgenoot van Johan van Oldenbarnevelt toen het gebied nog deel uitmaakt van het Sticht Münster. Tegenwoordig is het gebied een recreatiepark, waarvan slechts de naam Marveld nog herinnert aan het adellijke landgoed.
Het slot Marveld had een gracht, die (volgens een manuscriptkaart, dat het beleg van Groenlo in 1597 afbeeldt) het water aangevoerd kreeg via een verbindingskanaal met de Groenlose Slinge, westelijk gelegen van Marveld. Dit verbindingskanaal zou mogelijk een oude tak van de meanderende Slinge geweest kunnen zijn, die waarschijnlijk door menselijk graafwerk verlegd werd. Tussen 1538 en 1597 deden zich met betrekking tot het grondgebied van Marhulsen ontwikkelingen voor, die wellicht ook voor Marveld consequenties hebben gehad, maar die niet bekend zijn. 

## Marveld in tekeningen en gravures

### Marveld volgens Hogenberg
Na de verschijning van de historieprent van Frans Hogenberg (te zien: de belegering en verovering van Grol door Ambrosio Spinola in 1606) hebben andere tekenaars en graveurs de door Hogenberg getekende havezate Marveld als voorbeeld gebruikt bij het vervaardigen van hun gravures. Ze schroomden daarbij niet in de afbeelding van Marveld kleine variaties aan te brengen. Het is niet waarschijnlijk dat Hogenberg Grol zou hebben bezocht. Blijft dan de vraag of wij de hier uit deze historieprent overgenomen afbeelding Marveld als betrouwbaar mogen aannemen.

### Marveld volgens Blaeu
De kaart van Joan Blaeu betreffende de verovering van Grol door Maurits in 1597, waaraan het afgebeelde Marveld werd ontleend, verscheen in 1649 in de bekende stedenatlas van Blaeu, ruim 50 jaar na die verovering. De hiervoor genoemde historieprent van Hogenberg betreffende diezelfde belegering en verovering van Grol was toen al lang verschenen. Vrijwel zeker heeft de weergave van Marveld in de prent van Hogenberg in het atelier van Blaeu als voorbeeld gediend bij het vervaardigen van de eerder genoemde kaart ten behoeve van de stedenatlas. Zoals gebruikelijk is enige verfraaiing van het gebouw niet uitgebleven.

### Marveld volgens Stellingwerf
In de atlas van Brouerius van Nidek wordt Lichtenvoorde vermeld als plaats waar de havezate Marveld zich zou hebben bevonden. De prent is duidelijk een navolging van de weergave van Marveld in de Stedenatlas van Blaeu, ook in de titel toegevoegde jaartal duidt daarop. In hetzelfde schetsboek, waar Storm Buysing Marhulsen tekende, treffen we eveneens een reproductie van de door Jacobus Stellingwerff vervaardigde tekening van Marveld met de titel: 't Slot Marrevelt aan de Slink bij Grol Anno 1597.
Aalst · Aardenburg · Acquoy · Aerdt · Agistaldaburg · Ahof · Aldenhaag · Aller · Ambe · Ammersoyen · Ampsen · Andelst · Angeroyen · Appelburg · Appelse walburg · Appeltern · Arler · Baak · Babberich · Baer · Baerle · Bakerbosch · Balgoij · Barlham · Batenburg · Beek · Beerenclaauw · Bemmel · Bevervoorde · Bergh · Biljoen · Bingerden · Blankenborg (Laren) · Blankenborg · Blauwe Huis · Blokhuis (Ravenswaaij) · Boelenham · Boetselaersborg · Borculo · Boswaai · Brakel · Den Brakel · Den Bramel · Bredevoort · Broekhuizen · Bronkhorst · Bruchem · Bruinhorst · Brunsberg · Bulkestein · Bunswaard · Burcht van Tiel · Buren · De Buurse · Byland · Byvanck · Caetshage · Camphuysen · De Cannenburch · de Cloese · Coldenhove · Culemborg · Dedinckweerd · Delwijnen · Didam · Diepenbroek · Hof te Dieren · Huis Dijck · Dikke Tinne · Doddendaal · Dodewaard · Doornenburg · Doornik · Doorwerth · Dooyenburg · Dorth · Doseburg · Drakenburg · Dreumel · Druten · Duivelshuis · Eerbeek · De Ehze · Elburg · Eldrik · Emmerik · Engelenburg · Groot Engelenburg · Engelrode · Enghuizen · Enspijk · De Essenburgh · Essenpas · Est · Fokkinck · Gameren · Geerestein · Geldermalsen · De Gelderse Toren · Geldersweerd · Gellicum · Gendt · Gennepestein · Glindhorst · Goudenstein · ‘s-Grevenhoef · Groot Hell · Groenlo · Groesbeek · Huis te Groesbeek · Grunsfoort · Gulden Spijker · Hackfort · Hackforts Veenhuis · Hagen · Hagevoort · Hamerden · Hanepol · Harreveld · Harslo · Hassink · Het Haveke · Hedel · Heeckeren · De Heegh · Hees · De Heest · Hellouw · Hemmen · Hernen · Motte van Hernen · Heumen · Heusden · Hoekelum · Hoekenburg · De Hoeve · De Hof · Hof d'Ooy · Hof van Arkel · Huis het Holt · Holthuis · Het Holtslag · Ter Horst · Houberg · St. Hubertus · Huissen · Hulhuizen · Hulkestein · Hulsen · Hunneschans bij De Duno · Hunneschans bij Uddel · Jonker Bloo · 't Joppe · De Kamp · Karssenberg · Kemnade · Keppel · Kermestein · Kernhem · Kervel · Kiefskamp · De Kinkelenburg · Klein Enghuizen · Kleverburg · Kortenhoeve · Laag Helbergen · Lakenburg · Landfort · Langen · Latenstein · De Lathmer · Lathum · Ter Lede · Leegpoel · Leemcuyl · Leeuwen · Leeuwenbergh · Lensenburg · Lent · Leur · Leuvenum · Leyenburg · Lichtenvoorde · Lievenstein · Loenen · Loevestein · Loil · Loowaard · Luynhorst · Hof te Maasbommel · Magerhorst · Malburgen · Malderburcht · Malsen · Manhorst · Marhulsen · De Marsch · Marveld · Mathena · Maurik · Medel · Medestein · 't Medler · Meinerswijk · De Mellard · Mensink · Mergelp · Meteren · 't Meyerink · Middachten · Millingen · Mussenberg · Nagelhorst · Nederhagen · Nederhemert · Neerijnen · Huis Neerijnen · De Nesch · Nettelhorst · Nieuwe Blokhuis ·  Nijburg · Nijenbeek · Old Putten · Notenstein · Nye Huis · Olde Spijker · Oldenaller · Oldenhof (Driel) · Oldenhof (Heteren) · De Ooij · Oolde · Oud Oolde · Oosterhout · Ophemert · Opijnen · Oud Ampsen · Oude Blokhuis · Het Oude Loo · Oude Voorst · Oudenborch · Oud-Wisch · Huis te Overasselt · Overeng · Overhagen · Overlaar · 't Oye · Palmestein · De Parck · Persingen · Plekenpol · Ploen · Pluimenburg · Poederoijen · Poelwijck · Poelwijk · De Pol (Dreumel) · Huis de Poll (Huis te Gietelo) · De Poll (Huissen) · Pollenbering · Pollenstein · Puttenstein · Het Raasink · Ravenhorst · De Rees · Ressen · Reuversweerd · Reygersfoort · Rhijnestein · Huis Rijswijk · Rode Toren · Roode Wald · Rosande · Rosendael · Rossum · Rumpt · Ruurlo · Rijsselt · Schadewijk · Schaffelaar · Scherpenzeel · Schoonbroek · Schoonderbeek · Schoonenburg · Schuilenburg · Schuilkerke · Hof te Seelbeek · Sevenaer I · Sevenaer II · Sinderen (Oude IJsselstreek) · Sinderen (Voorst) · Slangenburg · Sleeburg · Slimsijp · De Snor · Soelen · Spaansweerd · Spaldorp · Spijk · Staverden · Sterkenburg · Swanepol · Tarthorst · Teisterbant (Kerk-Avezaath) · Teisterbant (Kerkdriel) · Ter Dicke · Tolhuis · Tolhuis (Tiel) · Tollenburg · Tongerlo · Toren van Wely · Tuil · Ubbergen · Uilenburg (Ewijk) · Uilenburg (Heteren) · Ulenpas · Ulft · Upladen · Valburg · Valkhofburcht · Valkhofpalts · Vanenburg · Varik · Hof te Varsseveld · 't Velde · Velhorst · Verwolde · Vierakker · De Voorst · Voorstonden · Vorden · Vosbergen · Vredenburg · Vredestein (Driel) · Vredestein (Ravenswaaij) · Vuren · Waardenburg · Waddestein · Wadenoijen · Waede · Wageningen · Walfort · 't Waliën · De Wardt · Watergoor · Watermeerwijk · Wayenstein (Huis te Herwijnen) · Well (Huis van Malsen) · Weijenrade · Westenburg · Westerholt · Weurt · De Wiersse · Wijenburg (Echteld) · De Wildenborch · De Wildt · Wilp · Wilperhorst · Winssen · Wisch · Wychen · Wolfswaard · Woolbeek · Yrst · IJzendoorn · Zeeland · Zilveren Spijker · Zuilichem · Zwaluwenburg · Zwanenburg (Heerde) · Zwanenburg (Megchelen)